# ゲイポルノ男優

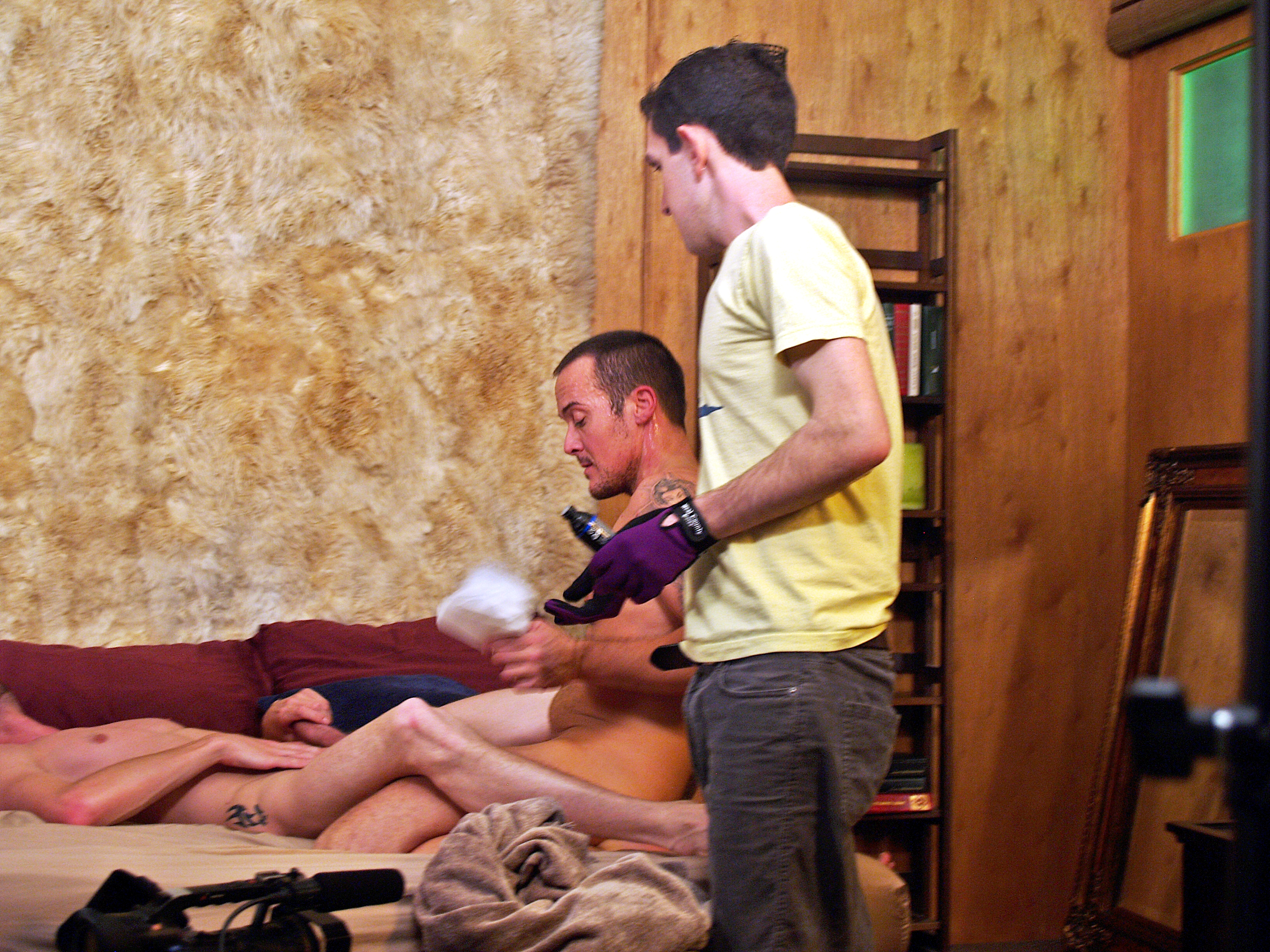
撮影現場

ゲイポルノ男優（英語：gay porn actor、漢語：㚻片演員）とは、ゲイポルノ動画に、主に性行為をする者として出演している男優である。ゲイポルノスター（英語：gay porn star、漢語：㚻片明星）とは、ゲイポルノ動画における人気俳優を指す。

## ポルノビデオ俳優名鑑

### 日本のゲイポルノ男優一覧

#### あ行
- 小口幸太

#### た行
- 月野帯人

#### ま行
- 槙七海（いがらし奈波）
- 真崎航
- 海咲
- 天笠修

### 海外のゲイポルノ男優一覧

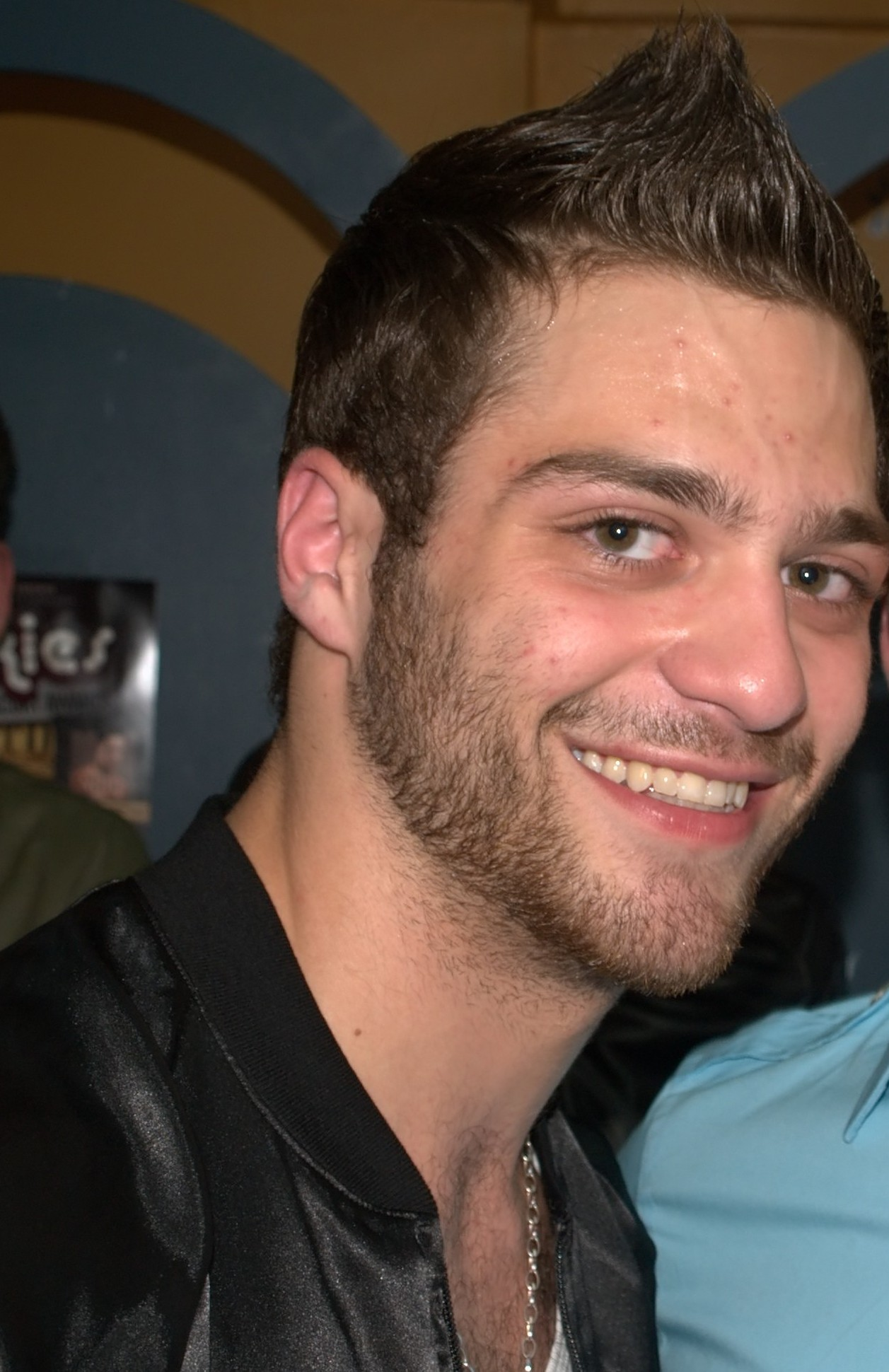
トミー・ディフェンディ

#### あ行
- ラファエル・アレンカー
- マーク・ウォルフ
- クリス・エヴァンス
- ジョシュ・エリオット
- パディ・オブライアン

#### か行
- マシュー・キャンプ
- ダンテ・コッレ
- ブレント・コリガン
- ランドン・コンラッド

#### さ行
- ウィリアム・シード
- ダラス・スティール
- ジョーイ・ステファノ
- セバスチャン（サイモン・レックス）

#### た行
- ヴァン・ダークホーム
- スティーヴン・デイグル
- トミー・ディフェンディ
- マリク・デルガティ

#### は行
- スタニー・ファルコン（ジョナサン・デ・ファルコ）
- ブルー・ベイリー
- ビリー・ヘリントン
- ミッチ・ベネット（ディラン・マイリー）

#### ま行
- カルロ・マーシ
- タイ・ミッチェル
- ブレイク・ミッチェル
- ジョーイ・ミルズ

#### ら行
- ジョニー・ラピッド
- マイケル・ルーカス